# Cillian Murphy
Cillian Murphy (Cork, 25 de mayo de 1976) es un actor, actor de voz, músico y productor irlandés. Comenzó a mostrar interés por la música desde temprana edad y con diez años ya había compuesto varias canciones. Tras culminar la secundaria, fundó con su hermano la banda The Sons of Mr. Green Genes, en la cual era el vocalista, guitarrista y en ocasiones pianista, además de componer todos sus temas. Si bien el sello discográfico Acid Jazz Records les ofreció un contrato, Murphy rechazó la oferta por la poca suma de dinero que recibiría a cambio de sus composiciones. Tras ello, empezó a estudiar derecho en la Universidad Colegio Cork, donde fue cobrando interés por la actuación tras ver y protagonizar varias de sus obras de teatro. Hizo su debut formal en 1996 con un papel secundario en la obra Disco Pigs.
Tras su éxito en el teatro, Murphy comenzó a aparecer en varios filmes independientes y series de televisión británicas e irlandesas, hasta que protagonizó las películas 28 Days Later (2002) e Intermission (2003), con las que recibió elogios de la crítica. También dio vida a una mujer transgénero en Breakfast on Pluto (2005), actuación que le valió una nominación al Globo de Oro. Por otra parte, es igualmente reconocido por sus trabajos con el director Christopher Nolan; interpretó al Espantapájaros en la trilogía de The Dark Knight (2005-2012), además de aparecer en Inception (2010), Dunkerque (2017) y Oppenheimer (2023), que también fueron éxitos en crítica y taquilla. Gracias a esta última cinta, ganó el Óscar como mejor actor, entre otras distinciones. Desde 2013 hasta 2022, Murphy dio vida al personaje de Tommy Shelby en la serie Peaky Blinders, actuación que igualmente le ha valido varios elogios.
Murphy ha sido considerado como uno de los actores irlandeses más importantes de la historia por varios medios como The Irish Times. Fuera de su carrera, ha trabajado con la UNESCO como activista en varios programas de protección infantil. Está casado desde 2004 con la artista Yvonne McGuinness, con quien tiene dos hijos y reside en Dublín.

## Biografía

### 1976-1996: primeros años e inicios como músico
Cillian Murphy nació el 25 de mayo de 1976 en la ciudad de Cork (Irlanda), hijo de dos profesores y proveniente de una extensa familia que se dedicaba a la docencia. Es el mayor de cuatro hermanos; tiene un hermano menor llamado Páidi y dos hermanas menores llamadas Sile y Orla. Creció junto a su familia en Ballintemple, un suburbio de Cork, y asistió a la Presentation Brothers College, una escuela católica. Si bien destacó por sus altas calificaciones, solía a menudo meterse en problemas. Desde temprana edad, mostró mayor interés en las artes que en el deporte y a los diez años ya componía y tocaba sus primeras canciones.

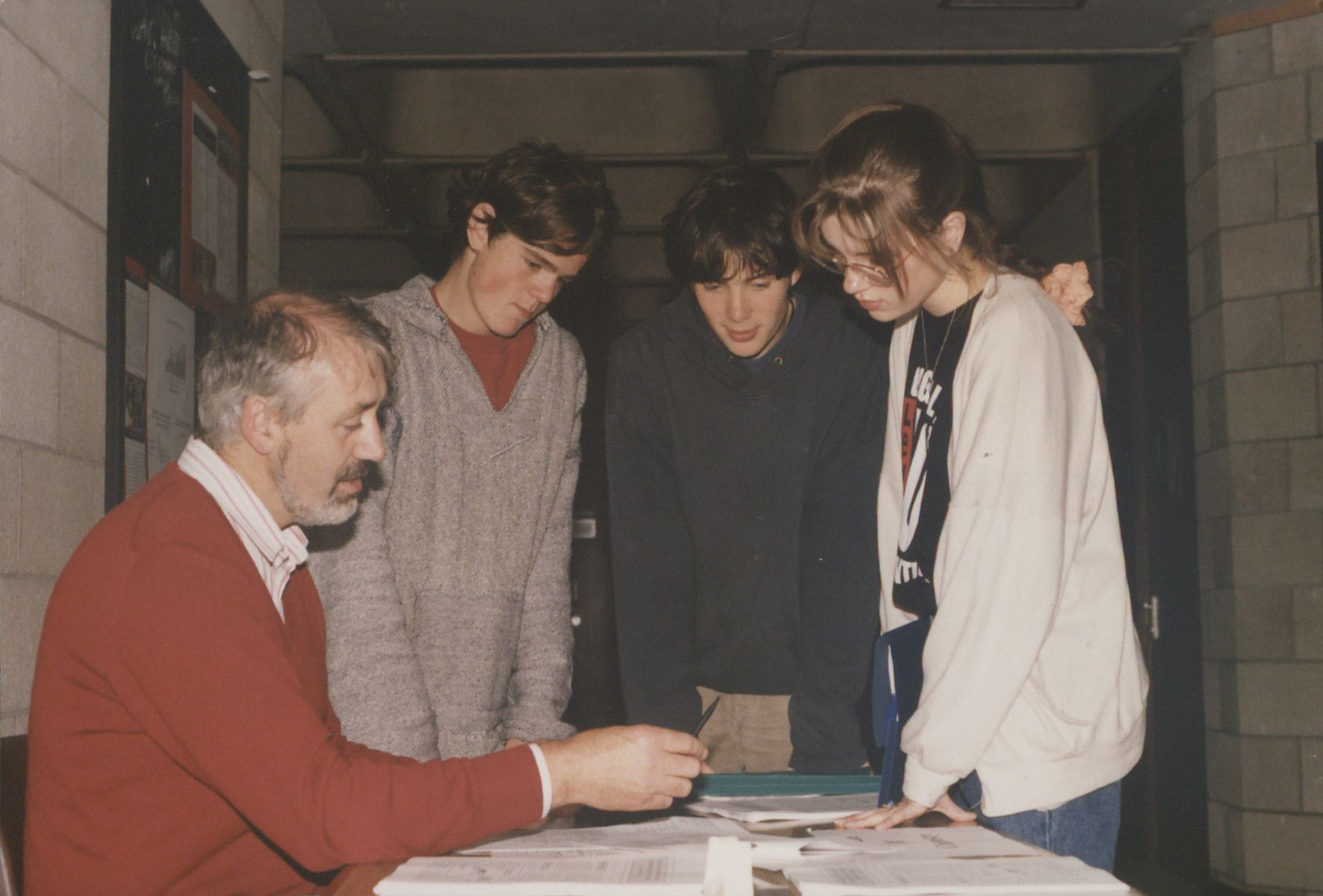
Murphy (tercero de izquierda a derecha) en 1992 durante un taller en Brothers College Cork.

Su primer acercamiento al teatro sucedió en la secundaria cuando Corcadorca Theatre Company organizó una obra dirigida por Pat Kiernan, en la que participaron varios estudiantes del Presentation Brothers College. Murphy describió que durante la experiencia se sintió «totalmente vivo», lo cual lo motivó a seguir una carrera artística. El novelista irlandés William Wall, quien fue su profesor de inglés en la secundaria, le sugirió enfocarse en la actuación, pero Murphy prefirió dedicarse a la música ya que quería convertirse en «una estrella de rock». De esta forma, tras haberse graduado, cantó y tocó el piano para varias bandas locales hasta que fundó The Sons of Mr. Green Genes junto a su hermano, nombre inspirado por la canción homónima de Frank Zappa perteneciente a su álbum Hot Rats (1969). Según comentó, la banda se caracterizaba por «tener letras absurdas y solos de guitarra interminables». Tras varios años tocando, captaron la atención del sello discográfico Acid Jazz Records, quienes les ofrecieron un contrato para grabar cinco álbumes, pero Murphy declinó la oferta debido a que su hermano aún se encontraba en la secundaria y también al poco dinero que se les ofreció por los derechos de autor de sus temas.
Mientras la banda aún buscaba oportunidades, Murphy empezó a estudiar derecho en la Universidad Colegio Cork, donde tuvo un rendimiento académico deficiente a causa de su desinterés en la carrera. Durante su primer año en la universidad, asistió a una adaptación de la obra A Clockwork Orange, la cual despertó su interés en la actuación. Murphy también comentó que al principio su motivación era poder salir de fiesta y conocer chicas, pero luego descubrió su pasión por la actuación. De esta forma, tuvo varias audiciones y desarrolló papeles secundarios en obras locales, hasta que hizo su debut formal en 1996 en la obra Disco Pigs. Sobre el papel, dijo que lo que lo fascinó fue la complejidad del personaje y su parecido con él, ya que ambos eran «absolutamente presumidos y no tenían nada que perder». El éxito de la obra llevó a que se hiciera una gira de dos años por toda Europa, así como Australia y Canadá, lo que obligó a Murphy a abandonar la universidad y su banda.

### 1997-2004: incursión en el teatro y cine
Durante uno de los espectáculos de Disco Pigs, Murphy conoció a un agente que le ofreció varios papeles en el cine. Tras la culminación de la gira, empezó a aparecer en varios cortometrajes y películas independientes, entre estas Sunburn (1999) y The Trench (1999). Pese a ello, aún seguía actuando en algunas obras de teatro como The Country Boy y Juno and the Paycock. Luego de ello, protagonizó Disco Pigs (2001), adaptación cinematográfica de la obra, donde repitió su papel.
Posteriormente, comenzó a ganar reconocimiento tras protagonizar la cinta 28 Days Later (2002), en la cual interpretó a Jim, un superviviente de una pandemia. La película tuvo una buena respuesta crítica, quienes elogiaron la actuación de Murphy. Además, fue un éxito en taquilla al recaudar 85 millones de dólares, más de diez veces su presupuesto. Gracias a su actuación, fue nominado a los Irish Film & Television Awards y a los MTV Movie Awards. Después de ello, Murphy siguió apareciendo en varias películas con buenas críticas y recepción en taquilla, entre ellas Cold Mountain (2003), Intermission (2003) y Girl with a Pearl Earring (2003).

### 2005-2012: aclamación crítica

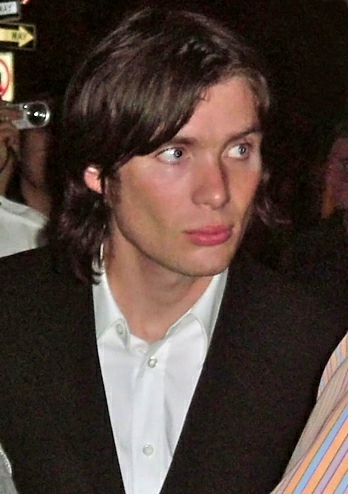
Murphy en 2005 en el estreno de Breakfast on Pluto en Nueva York.

Murphy interpretó al Dr. Jonathan Crane/El Espantapájaros en la película Batman Begins (2005), que tuvo críticas positivas y recaudó 373 millones de dólares en taquilla. Originalmente, a Murphy se le pidió que audicionara para el papel de Bruce Wayne/Batman, pero desde el principio reconoció que no cumplía con las características físicas del personaje. Sin embargo, decidió audicionar para poder conocer al director Christopher Nolan, quien quedó impresionado con su audición y le ofreció el papel del Espantapájaros. Después de ello, protagonizó Red Eye (2005), que recaudó 96 millones en taquilla e igualmente tuvo buenas críticas. Asimismo, protagonizó la película Breakfast on Pluto (2005), donde interpretó a un personaje transgénero y recibió la aclamación de la crítica. Para interpretar al personaje, Murphy debió depilar todo el vello corporal de su pecho, brazos y piernas, además que aprendió técnicas de maquillaje y conoció a varios travestis para entender mejor sus motivaciones e ideales. Su actuación le otorgó un Irish Film & Television Awards como mejor actor, así como una nominación a los Globos de Oro como mejor actor en comedia o musical.
Posteriormente, protagonizó The Wind That Shakes the Barley (2006), donde dio vida a Damien O'Donovan, un doctor que se convierte en revolucionario. La película recibió la aclamación de la crítica y recaudó 26 millones en taquilla, lo cual la convirtió en la cinta irlandesa independiente más exitosa de la historia hasta ese momento. Gracias a su actuación, Murphy fue nominado como estrella emergente en los premios BAFTA. Después, protagonizó Sunshine (2007) junto a Chris Evans, en donde interpretó al físico Robert Capa. Si bien la película tuvo buenas críticas, fue un fracaso en taquilla. Murphy repitió su papel como el Espantapájaros con un cameo en The Dark Knight (2008).
Murphy volvió a trabajar con Nolan en Inception (2010), donde interpretó a Robert Fischer, el heredero de una fortuna y objetivo de los protagonistas. La película recibió la aclamación crítica y fue un éxito en taquilla al recaudar 837 millones, con lo que fue la cuarta película más exitosa de 2010. También protagonizó Peacock (2010), donde hizo una interpretación doble de una pareja. Después, interpretó al antagonista en In Time (2011), donde apareció acompañado de Justin Timberlake. La cinta, si bien tuvo críticas negativas, fue un éxito en taquilla al recaudar 174 millones de dólares.
Murphy interpretó al Espantapájaros por última vez en The Dark Knight Rises (2012), que recibió la aclamación crítica y recaudó más de mil millones en taquilla, que la convirtieron en la tercera película más taquillera del año. Asimismo, protagonizó Red Lights (2012) junto a Robert De Niro.

### 2013-actualidad:Peaky Blinders

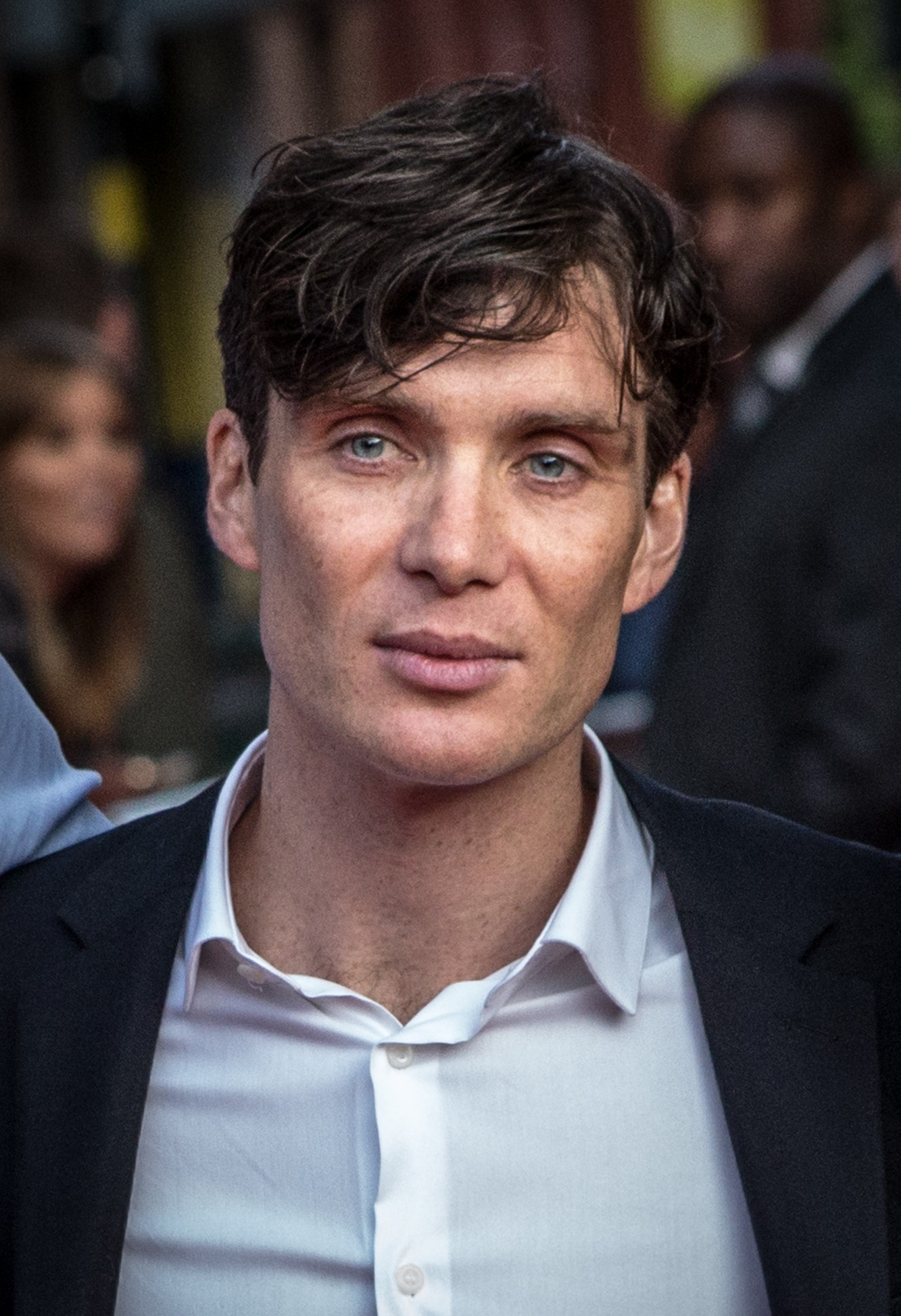
Murphy en 2014 en el estreno de Peaky Blinders en Birmingham.

En 2013, comenzó a protagonizar la serie Peaky Blinders con el papel de Thomas Shelby, el jefe de una familia de gánsteres irlandeses que aterrorizan Birmingham. Inicialmente, el director Steven Knight había seleccionado a Jason Statham para interpretar el papel luego de haberse reunido con ambos actores en Los Ángeles, y consideró que Murphy no cumplía con las exigencias físicas del personaje. Sin embargo, Murphy quedó fascinado con la complejidad y determinación del personaje tras leer el guion, lo que lo llevó a insistir en la obtención del papel. Murphy convenció a Knight luego de escribirle un mensaje de texto diciendo: «Recuerda, soy actor», que hizo que el director se planteara la idea de que era mejor conseguir a un actor que fuese totalmente opuesto al personaje. Para interpretar al personaje, Murphy debió volver a consumir carne para poder ganar masa muscular tras más de quince años viviendo como vegetariano. Su actuación recibió elogios de la crítica, quienes destacaron su carisma y capacidad para hacer enigmático al personaje, y fue reconocido con premios en los Irish Film & Television Awards y los National Television Awards. La serie fue igualmente aclamada por los expertos y logró altos índices de audiencia en la televisión británica, con lo que se extendió por seis temporadas emitidas hasta 2022.
Murphy protagonizó Transcendence (2014) junto a Johnny Depp, así como In the Heart of the Sea (2015) junto a Chris Hemsworth y Tom Holland. Ambas cintas fueron duramente criticadas y supusieron un fracaso en la taquilla. También personificó al soldado eslovaco Jozef Gabčík en la película bélica Anthropoid (2016), que tuvo una respuesta crítica mixta. Luego protagonizó Free Fire (2016), también con una respuesta mixta de parte de los críticos. Posteriormente, tuvo un cameo como un soldado con neurosis de guerra en la película bélica Dunkirk (2017), su quinta colaboración con Christopher Nolan. A pesar de que el director quiso incluirlo en el reparto principal, Murphy prefirió desempeñar un papel menor para «representar la realidad que viven miles de soldados, que es el daño emocional y psicológico que tiene la guerra». La película fue aclamada por la crítica y recaudó 527 millones de dólares en taquilla. Después de ello, apareció en Anna (2019), que fue un fracaso tanto en crítica como taquilla.
Murphy protagonizó A Quiet Place Part II (2021) junto a Emily Blunt. La película y su actuación recibieron elogios de la crítica, que agradecieron la introducción de su personaje por «darle un aire fresco» a la franquicia. De igual forma, la cinta fue un éxito en taquilla al recaudar más de 176 millones. Después, colaboró por sexta ocasión con el director Nolan al protagonizar la película Oppenheimer (2023), donde personificó al físico Robert Oppenheimer, director científico del Proyecto Manhattan, quien desarrolló las primeras armas nucleares durante la Segunda Guerra Mundial. Su actuación recibió la aclamación por parte de la crítica, que la consideraron como una de las mejores de su carrera y destacaron que Murphy sería un sólido contendiente para llevarse el Óscar al mejor actor, que finalmente ganó en la entrega de 2024, así como otros galardones, entre ellos el Globo de Oro, el BAFTA, el SAG y el Satellite. Asimismo, rompió récords en taquilla y formó parte de un fenómeno conocido como Barbenheimer.

## Vida personal
Murphy es a menudo citado como uno de los actores más reservados de la industria del cine, debido a que rara vez habla sobre su vida privada en entrevistas. Pese a su fama, no cuenta con un publicista, estilista ni grupo de seguridad. El actor ha mencionado que no está interesado en generar prensa y que generalmente se siente incómodo en eventos públicos como las alfombras rojas. Su primera entrevista televisada fue en 2010 en The Late Late Show, más de diez años después de su debut en el cine. Se considera amigo cercano de los también actores Colin Farrell, Jonathan Rhys Meyers y Liam Neeson, pero señala que prefiere estar con sus amigos que no son celebridades.
Inició una relación con la artista irlandesa Yvonne McGuinness en 1996 luego de haberse conocido durante uno de los conciertos de su banda. La pareja se casó a mediados de 2004. Tienen dos hijos; Malachy (nacido en diciembre de 2005) y Aran (nacido en julio de 2007). La familia vivió en Londres desde 2001 hasta 2015, cuando se mudaron a Dublín. Murphy ha expresado que no tiene intenciones de mudarse a Los Ángeles. Si bien Murphy fue criado como católico, desde joven se consideró agnóstico hasta que se declaró ateo tras haber estudiado varias ciencias para su papel en Sunshine (2007).
Fuera de su carrera como actor, Murphy también se dedica al activismo. En 2007, promovió las elecciones generales de Irlanda entre jóvenes y trabajó con la asociación Focus Ireland para mejorar la protección de las personas sin hogar. En 2011, se convirtió en embajador de la Unesco para promover la protección y debida alimentación de menores. En 2020, recaudó fondos y promovió el estudio del COVID-19.

## Filmografía
| Año  | Título                          | Papel                                  |
| ---- | ------------------------------- | -------------------------------------- |
| 1998 | The Tale of Sweety Barrett      | Pat el camarero                        |
| 1999 | Sunburn                         | Davin McDerby                          |
| 1999 | The Trench                      | Rag Rockwood                           |
| 2001 | On the Edge                     | Jonathan Breech                        |
| 2001 | How Harry Became a Tree         | Gus                                    |
| 2001 | Disco Pigs                      | Darren/Pig                             |
| 2002 | 28 Days Later                   | Jim                                    |
| 2003 | Zonad                           | Guy Hendrickson                        |
| 2003 | Intermission                    | John                                   |
| 2003 | Girl with a Pearl Earring       | Pieter                                 |
| 2003 | Cold Mountain                   | Bardolph                               |
| 2005 | Batman Begins                   | Dr. Jonathan Crane / El Espantapájaros |
| 2005 | Red Eye                         | Jackson Rippner                        |
| 2005 | Breakfast on Pluto              | Patrick «Kitten» Braden                |
| 2006 | The Wind That Shakes the Barley | Damien O'Donovan                       |
| 2007 | Sunshine                        | Robert Capa                            |
| 2007 | Watching the Detectives         | Neil                                   |
| 2008 | The Dark Knight                 | Dr. Jonathan Crane / El Espantapájaros |
| 2008 | The Edge of Love                | William Killick                        |
| 2009 | Perrier's Bounty                | Michael McCrea                         |
| 2010 | Peacock                         | John/Emma Skillpa                      |
| 2010 | Inception                       | Robert Michael Fischer Jr.             |
| 2010 | Tron: Legacy                    | Edward Dillinger Jr.                   |
| 2011 | In Time                         | Raymond Leon                           |
| 2011 | Retreat                         | Martin                                 |
| 2012 | Red Lights                      | Tom Buckley                            |
| 2012 | The Dark Knight Rises           | Dr. Jonathan Crane / El Espantapájaros |
| 2014 | Aloft                           | Ivan                                   |
| 2014 | Transcender                     | Anderson                               |
| 2014 | From the Mountain               | Hombre (voz)                           |
| 2015 | En el corazón del mar           | Matthew Joy                            |
| 2016 | Anthropoid                      | Josef Gabcik                           |
| 2016 | Free Fire                       | Chris                                  |
| 2017 | Dunkerque                       | Soldado traumatizado                   |
| 2017 | The Party                       | Tom                                    |
| 2017 | The Delinquent Season           | Jim                                    |
| 2019 | Anna                            | Lenny Miller                           |
| 2021 | A Quiet Place Part II           | Emmett                                 |
| 2023 | Oppenheimer                     | Robert Oppenheimer                     |
| 2024 | Small Things Like These         | Bill Furlong                           |

| Año  | Título             | Papel                |
| ---- | ------------------ | -------------------- |
| 1997 | Quando             | Pat                  |
| 1999 | Eviction           | Brendan McBride      |
| 1999 | At Death's Door    | The Grim Reaper, Jr. |
| 2000 | Filleann an Feall  | Ger                  |
| 2000 | A Man of Few Words | Padrino              |
| 2004 | Watchmen           | Phil                 |

| Año       | Título                               | Papel         | Notas            |
| --------- | ------------------------------------ | ------------- | ---------------- |
| 2001      | The Way We Live Now                  | Paul Montague | Miniserie        |
| 2013-2022 | Peaky Blinders                       | Tommy Shelby  | Elenco principal |
| 2015      | Atlantic: The Wildest Ocean on Earth | Narrador      | Voz, 3 episodios |
| 2019      | The Irish Revolution                 | Narrador      | Voz, 3 episodios |
| 2020      | Fight for First: Excel Esports       | Narrador      | Voz, 5 episodios |

| Año     | Título                                 | Papel         | Notas                            |
| ------- | -------------------------------------- | ------------- | -------------------------------- |
| 1996-99 | Disco Pigs                             | Pig/Darren    | Corcadorca Theatre Company       |
| 1998    | Much Ado About Nothing                 | Claudio       | Bickerstaffe Theatre Company     |
| 1999    | The Country Boy                        | Curly         | Druid Theatre Company            |
| 1999    | Juno and the Paycock                   | Johnny Boyle  | Druid Theatre Company            |
| 2002    | The Shape of Things                    | Adam          | Gate Theatre                     |
| 2003    | La gaviota                             | Konstantine   | Edinburgh International Festival |
| 2004    | The Playboy of the Western World       | Christy Mahon | Druid Theatre Company            |
| 2007    | Love Song                              | Beane         | New Ambassadors Theatre          |
| 2010    | From Galway to Broadway and back again | Christy Mahon | Druid Theatre Company            |
| 2011-12 | Misterman                              | Thomas Magill | Royal National Theatre           |
| 2014    | Ballyturk                              | N.º 1         | Olympia Theatre                  |
| 2018-19 | Grief is the Thing with Feathers       | Cuervo        | Black Box Theatre                |

## Premios y nominaciones
| Año  | Premiación                      | Categoría                                 | Nominado por                    | Resultado | Ref.    |
| ---- | ------------------------------- | ----------------------------------------- | ------------------------------- | --------- | ------- |
| 2002 | Festival de Cine de Ourense     | Mejor actor de largometrajes              | Disco Pigs                      | Ganador   | [ 97 ]  |
| 2003 | Empire Awards                   | Mejor debut                               | 28 Days Later                   | Nominado  | [ 98 ]  |
| 2003 | Irish Film & Television Awards  | Mejor actor                               | 28 Days Later                   | Nominado  | [ 98 ]  |
| 2004 | MTV Movie Awards                | Mejor actuación revelación                | 28 Days Later                   | Nominado  | [ 99 ]  |
| 2005 | Irish Film & Television Awards  | Mejor actor de reparto                    | Batman Begins                   | Nominado  | [ 100 ] |
| 2005 | Irish Film & Television Awards  | Mejor actor                               | Red Eye                         | Nominado  | [ 100 ] |
| 2005 | Satellite Awards                | Mejor actor de musical o comedia          | Breakfast on Pluto              | Nominado  | [ 101 ] |
| 2006 | Golden Globe Awards             | Mejor actor de comedia o musical          | Breakfast on Pluto              | Nominado  | [ 77 ]  |
| 2006 | Saturn Awards                   | Mejor actor de reparto                    | Red Eye                         | Nominado  | [ 102 ] |
| 2006 | British Independent Film Awards | Mejor actor en una película independiente | The Wind That Shakes the Barley | Nominado  | [ 103 ] |
| 2007 | BAFTA Awards                    | Estrella emergente                        | The Wind That Shakes the Barley | Nominado  | [ 104 ] |
| 2007 | Irish Film & Television Awards  | Mejor actor                               | The Wind That Shakes the Barley | Nominado  | [ 105 ] |
| 2007 | Irish Film & Television Awards  | Mejor actor                               | Breakfast on Pluto              | Ganador   | [ 105 ] |
| 2007 | British Independent Film Awards | Mejor actor en película independiente     | Sunshine                        | Nominado  | [ 106 ] |
| 2008 | Irish Film & Television Awards  | Mejor actor                               | Sunshine                        | Nominado  | [ 107 ] |
| 2010 | Irish Film & Television Awards  | Mejor actor de reparto                    | Inception                       | Nominado  | [ 108 ] |
| 2010 | Irish Film & Television Awards  | Mejor actor                               | Perrier's Bounty                | Nominado  | [ 108 ] |
| 2012 | Irish Times Theatre Award       | Mejor actor                               | Misterman                       | Ganador   | [ 109 ] |
| 2012 | Drama Desk Awards               | Mejor espectáculo individual              | Misterman                       | Ganador   | [ 110 ] |
| 2012 | British Independent Film Awards | Mejor actor de reparto                    | Broken                          | Nominado  | [ 111 ] |
| 2015 | Irish Film & Television Awards  | Mejor actor en drama                      | Peaky Blinders                  | Nominado  | [ 112 ] |
| 2017 | National Television Awards      | Mejor actuación dramática                 | Peaky Blinders                  | Nominado  | [ 113 ] |
| 2018 | Irish Film & Television Awards  | Mejor actor en drama                      | Peaky Blinders                  | Ganador   | [ 114 ] |
| 2020 | National Television Awards      | Mejor actuación dramática                 | Peaky Blinders                  | Ganador   | [ 115 ] |
| 2020 | Irish Film & Television Awards  | Mejor actor en drama                      | Peaky Blinders                  | Nominado  | [ 116 ] |
| 2023 | BAFTA TV Awards                 | Mejor actor de televisión                 | Peaky Blinders                  | Nominado  | [ 117 ] |
| 2024 | Premios Óscar                   | Mejor actor                               | Oppenheimer                     | Ganador   | [ 76 ]  |
| 2024 | Critics' Choice Awards          | Mejor actor                               | Oppenheimer                     | Nominado  | [ 118 ] |
| 2024 | Golden Globe Awards             | Mejor actor - Drama                       | Oppenheimer                     | Ganador   | [ 77 ]  |
| 2024 | Screen Actors Guild Awards      | Mejor actor                               | Oppenheimer                     | Ganador   | [ 78 ]  |
| 2024 | BAFTA Awards                    | Mejor actor                               | Oppenheimer                     | Ganador   | [ 79 ]  |
| 2024 | Satellite Awards                | Mejor actor - drama                       | Oppenheimer                     | Ganador   | [ 80 ]  |
| 2024 | Saturn Awards                   | Mejor actor                               | Oppenheimer                     | Nominado  | [ 119 ] |
| 2024 | Premios Sant Jordi              | Mejor actor en película extranjera        | Oppenheimer                     | Ganador   | [ 120 ] |